# Bullets in the Gun
Bullets in the Gun é um álbum de estúdio do grupo Toby Keith, lançado em 04 de Outubro de 2010.